# نجوم النسق الأساسي من النوع A

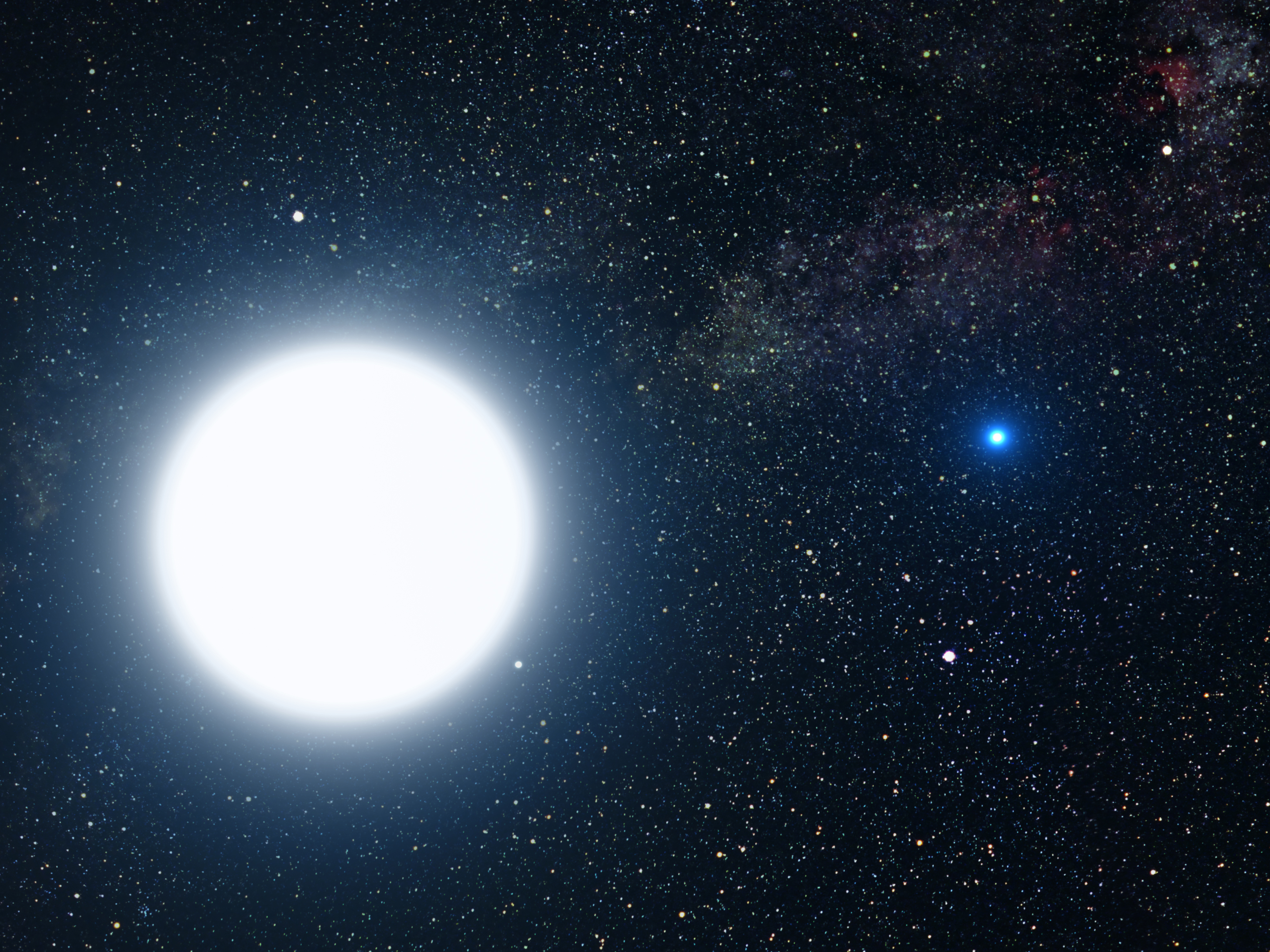
صورة فنية للشعرى اليمانية و هو من نوع-A

نجم النسق الأساسي نوع-A أو (A V) أو (نجم قزم A) هو نجم من حزام النسق الأساسي يستخدم الهيدروجين كوقود يَنتمي إلى النوع الطيفي A و فئة لمعانه V. هذه النجوم لديها طيف كهرومغناطيسي معرف بخطوط الامتصاص بالمر للهيدروجين القوي . لديها كتلة من 1.4 إلى 2.1 من كثلة الشمس و تمتلك حرارة سطحية ما بين 7600 و 11500 كلفن ، تكون مشرقة وقريبة مثل : النسر الطائر، الشعرى اليمانية، النسر الواقع.
| تصنيف نجمي | كتلة ☉ | نصف قطر ☉ | ق.م | د فعالة(ك) |
| ---------- | ------ | --------- | --- | ---------- |
| A0V        | 2.40   | 1.87      | 0.7 | 11 500     |
| A2V        | 2.19   | 1.78      | 1.3 | 10 530     |
| A5V        | 1.86   | 1.69      | 2.0 | 8200       |
| A6V        | 1.80   | 1.66      | 2.1 | 7672       |
| A7V        | 1.74   | 1.63      | 2.3 | 7483       |
| A8V        | 1.66   | 1.60      | 2.4 | 7305       |
| A9V        | 1.62   | 1.55      | 2.5 | 7112       |

## الكواكب
النجوم من فئة A تعتبر شابة (عادة بضع مئات الملايين من السنين) وتنبعث منها الأشعة تحت الحمراء بكميات كبيرة لا يتوقع انبعاثها من النجم وحده. هذا الفائض من الاشعة يعزى إلى الغبار من قرص الحطام أين تتشكل الكواكب. تشير البياتات إلى دلائل وجود كواكب ضخمة حول هذه النجوم على الرغم من ان فئة A تطرح صعوبات في اكتشاف الكواكب باستخدام طريقة دوبلر الطيفي لأن النجوم تدور بسرعة عالية جدا تخلق صعوبة في قياس تحولات دوبلر الصغيرة الناجمة عن الكواكب التي تدور . هذا النوع من النجوم كبير ويتطور ليصل في نهاية المطاف إلى نجم عملاق أحمر بارد يدور ببطء وبالتالي يمكن هنا القياس باستخدام طريقة السرعة الشعاعية لكشف تلك الكواكب.
من مطلع عام 2011، تم إيجاد 30 كواكب شبيه بالمشتري تدور حول نجوم من فئة K العملاقة من بينها رأس التوأم المؤخر، الراعي، الذيخ
طريقة دوبلر استعلت مع مجموعة واسعة من النجوم وتشير إلى ان حوالي 1 من 6 نجوم بضعف كتلة الشمس يدور حوله كوكب أو أكثر بحجم المشتري، مقابل 1 في 16 للنجوم بكتلة الشمس.

التصنيف الطيفي لمورغان كينان